# Mali Airways
Mali Airways es una aerolínea con base en Malí. Mali Airways no debe ser confundida con Mali Air, una compañía de aviación ejecutiva Austriaca.